# 汚れたミルク/あるセールスマンの告発
『汚れたミルク/あるセールスマンの告発』（よごれたミルク あるセールスマンのこくはつ、Tigers）は2014年のインド・フランス・イギリスのドラマ映画。監督はダニス・タノヴィッチ、出演はイムラン・ハシュミとダニー・ヒューストンなど。
パキスタンで実際に起こった事件を題材に、子供たちを守るため巨大企業に立ち向かう男の闘いを描いた社会派ドラマ。
2014年9月に開催された第39回トロント国際映画祭でプレミア上映された。
本国インドでは劇場公開されず、2018年11月21日からZEE5でネット配信された。

## ストーリー
2006年、カナダ在住のパキスタン人で、かつて大手グローバル企業の横暴を告発したアヤンの実話を描いた映画の製作準備打ち合わせが行われる。プロデューサーのアレックスらにアヤンはネット越しにこれまでの経緯を語り出す。
1994年のパキスタンで、アヤンは国産の薬品を売るセールスマンをしていた。新妻のザイナブの勧めで大手グローバル企業ネスレ（以降、仮名として「ラスタ」とする）の面接を受け、晴れて営業マンとなったアヤンは、医師らへの懸命の売り込みでトップセールスマンとなる。ところが数年後、友人の医師ファイズから、ラスタの粉ミルクを不衛生な水で溶かして飲んだ乳幼児が死亡する事件が多発していることを知らされる。ラスタの強引な売り込みによって、本来は母乳で充分な母親にも医師らがラスタの粉ミルクを処方していたためである。責任を感じたアヤンは会社を辞め、医師らへの賄賂として使った金品の領収書などの書類をもとに、ラスタの無責任で強引な販売姿勢を告発する。しかし、パキスタンという国全体に強い影響力を持つラスタに対して、アヤンはあまりに無力であり、自分だけでなく、家族の身も危うくなる。それでも、家族の励ましや人権団体などの支援を受けたアヤンは、まずドイツのテレビ局でドキュメンタリー番組を放送することになる。しかし、放送の直前になって、かつてアヤンがラスタから和解金を得ようとしていたことを示す録音テープがテレビ局に届けられ、番組は放送中止になってしまう。これにより、アヤンはパキスタンに戻ることすらできなくなり、その後、両親の死に目にも会えなかったのである。
この事実に映画の製作は危ぶまれる状況となるが、アヤンはその録音が軍部によって半ば監禁状態に置かれ、ラスタと和解するように脅迫された時のものであり、金銭はもらっていないと主張する。また、アレックスのスタッフらも、そもそもラスタを金銭目的で「脅迫」するつもりであれば、その前にアヤンがWHOに訴えるというのは辻褄が合わないとアヤンの主張を支持し、この件も映画の内容に盛り込めば、映画化は可能と考える。しかし、ラスタとの交渉は決裂し、訴訟リスクから映画化は暗礁に乗り上げる。
2007年になってようやく家族と再会したアヤンは、タクシー運転手として生計を立てながら、カナダで家族と暮らしている。

## キャスト
- アヤン: イムラン・ハシュミ（英語版） - パキスタンのセールスマン。
- ザイナブ: ギータンジャリ（英語版） - アヤンの妻。
- アレックス: ダニー・ヒューストン - アヤンの映画を製作するプロデューサー。
- ナディーム: ハリド・アブダラ（英語版） - アレックスのスタッフ。
- ビラル: アディル・フセイン - ラスタ社でのアヤンの上司。
- マギー: マリアム・ダボ - パキスタンの人権支援組織hubの職員。
- ファイズ医師: サティヤディープ・ミシュラ（英語版） - アヤンを支援する医師。
- ミヒャエル: ハイノ・フェルヒ - ドイツのジャーナリスト。
- フランク: サム・リード - 弁護士。
- アヤンの母: スプリヤ・パタク（英語版）